# بوجسک
بوجسک (به لهستانی:  Budzisk) یک روستا در لهستان است که در گمینا چارنا بیاووستوتسکا واقع شده‌است.